# Пенцберг
Пенцберг (нім. Penzberg) — місто в Німеччині, розташоване в землі Баварія. Підпорядковується адміністративному округу Верхня Баварія. Входить до складу району Вайльгайм-Шонгау.
Площа — 25,73 км2. Населення становить 16 510 ос. (станом на 31 грудня 2020).